# Ебіґейл Стрейт
Ебіґейл Стрейт (англ. Abigail Strate, нар. 22 лютого 2001) — канадська стрибунка з трампліна, бронзова призерка Олімпійських ігор 2022 року.

## Олімпійські ігри
| Рік  | Місто        | НТ | ЗК |
| ---- | ------------ | -- | -- |
| 2022 | Пекін, Китай | 23 | 3  |